# Ambulyx interplacida
Ambulyx interplacida là một loài bướm đêm thuộc họ Sphingidae. Nó được tìm thấy ở tây nam Trung Quốc (Jiangxi và Hunan).
Sải cánh dài 112–120 mm. Nó giống như Ambulyx semiplacida.